# Hugh Culber
Hugh Culber es un personaje ficticio de la franquicia Star Trek. Aparece en la serie de televisión Star Trek: Discovery. Culber es interpretado por el actor Wilson Cruz. Presentado originalmente como un personaje recurrente en la primera temporada de la serie, Culber es promovido a personaje principal en la segunda temporada. Dentro de la narrativa de Discovery, él es el médico principal de la nave y novio de su ingeniero Paul Stamets (Anthony Rapp).

## Concepto y casting
En julio de 2016, Wilson Cruz fue elegido para interpretar a Culber, el interés amoroso de Paul Stamets, después de haber trabajado previamente con Anthony Rapp en el musical Rent. Se reveló que Cruz repetiría su papel como Culber para la segunda temporada de la serie, además de ser ascendido al elenco principal, el 23 de julio de 2018. La aparición del personaje en la tercera temporada fue confirmada en octubre de 2019, un año antes de su estreno. En octubre de 2020, justo antes del estreno de la tercera temporada, se confirmó el papel de Culber en la cuarta temporada, cuando se anunció que la serie fue renovada.

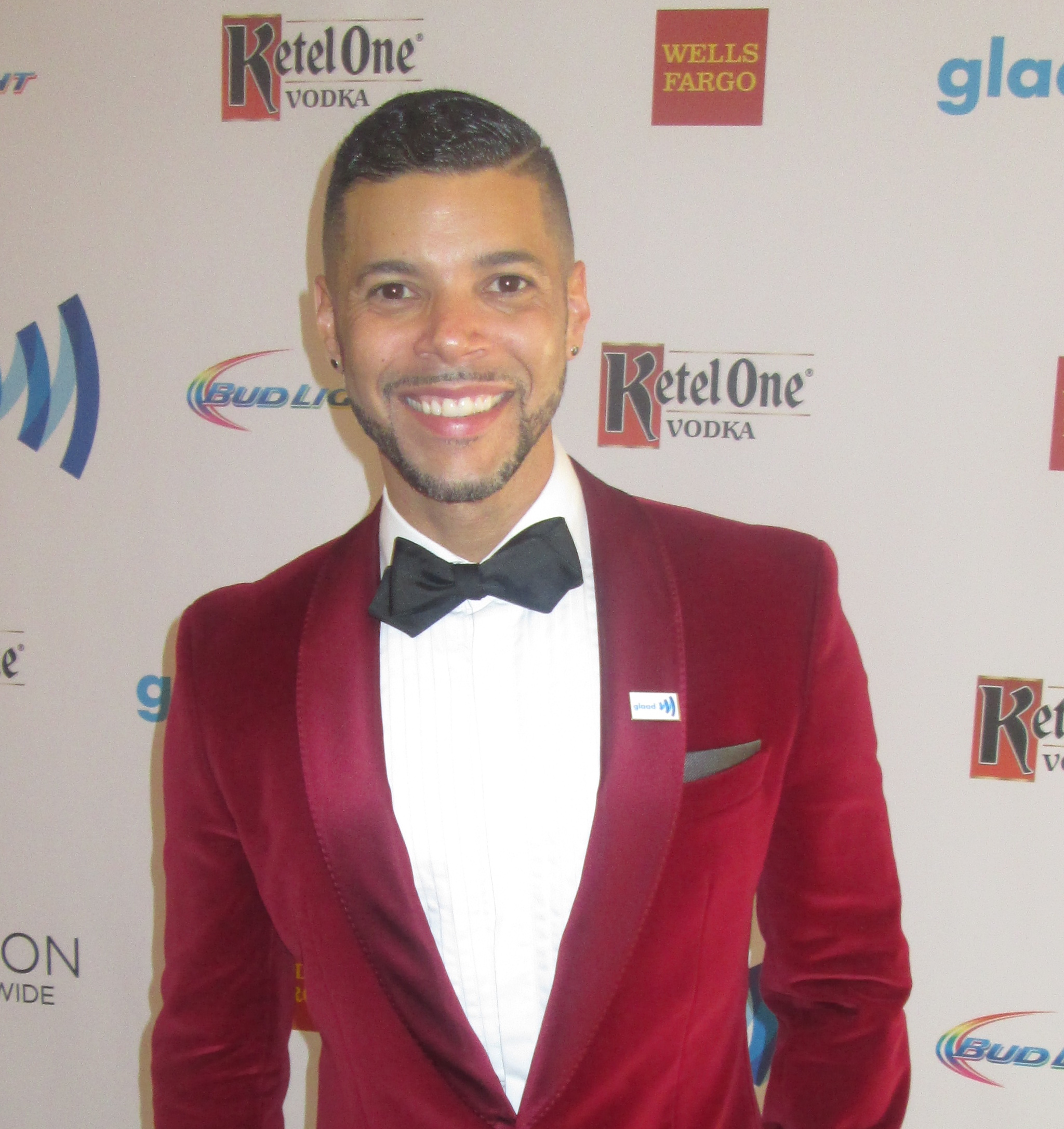
Wilson Cruz interpreta a Hugh Culber

## Caracterización
En una entrevista sobre su ascenso al reparto principal en la segunda temporada con Anthony Pascale, Cruz dijo: "Esta temporada para esta pareja [Culber y Stamets] se trata realmente de profundizar en ellos individualmente. Descubrimos mucho sobre Culber: quién es, qué quiere, qué lo motiva, cuáles son sus ambiciones, por separado y aparte de esta relación. Pero aprendemos mucho sobre esta relación y la ponemos a prueba". Cruz también confirmó que la razón por la que solo estaba en el reparto recurrente es porque estuvo en 13 Reasons Why al mismo tiempo.
Culber es la mitad de la primera pareja de personajes regulares abiertamente gay en una serie de televisión de Star Trek. Sobre la creación de la primera pareja gay en una serie de Star Trek, Cruz dijo que "sentía que era algo que se había esperado mucho tiempo... Lo bueno de la forma en que el programa lo está manejando es que no es como si estuviéramos teniendo un episodio especial de dos horas sobre relaciones gay en el espacio. No es eso. Simplemente están enamorados y son compañeros de trabajo. Y espero que para cuando lleguemos al siglo [23] sea exactamente así". En el episodio de la tercera temporada "Su'Kal", Culber aparece brevemente como miembro de la raza alienígena bajorana en una simulación holográfica.
Hablando hacia la cuarta temporada, Michelle Paradise señaló que Stamets y Culber formarían una unidad familiar "realmente encantadora" con le no binarie Adira Tal, quien fue presentade en la temporada anterior, y su novio transgénero Gray.

## Biografía ficticia
En la primera temporada, Culber trata a Ash Tyler, quien lucha por contener su personalidad Klingon alternativa, pero luego es asesinado por su paciente. En el episodio de la segunda temporada "Saints of Imperfection", Stamets viaja al micelio para encontrar una copia de Culber y lo devuelve a la vida.

## Recepción
Varias publicaciones describieron cómo el personaje sentó un precedente tanto en el mundo de Star Trek como en los medios en general como representación de un personaje gay. En 2019, Hugh Culber fue clasificado como el décimo personaje más sexy de Star Trek por Syfy.